# Nossa Senhora do Pranto (Ferreira do Zêzere)

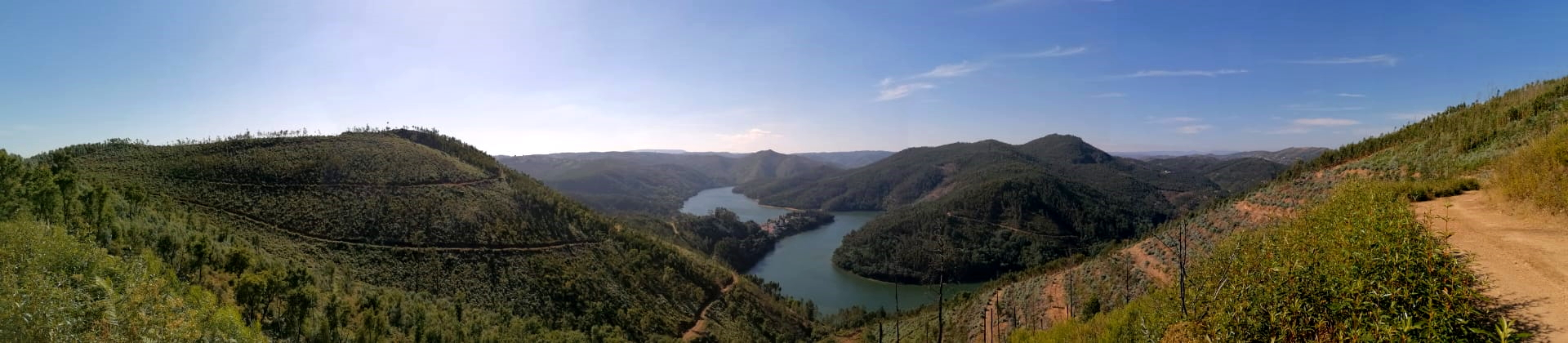
Panorâmica de Dornes

A Freguesia de Nossa Senhora do Pranto é uma freguesia portuguesa do município de Ferreira do Zêzere, com 30,48 km² de área e 993 habitantes (censo de 2021), tendo, assim, uma densidade populacional de 32,6 hab./km²

## História
Foi constituída em 2013, no âmbito de uma reforma administrativa nacional, pela agregação das antigas freguesias de Paio Mendes e Dornes e tem a sede em Frazoeira.

## Demografia
A população registada nos censos foi:
| Distribuição da População por Grupos Etários | Distribuição da População por Grupos Etários | Distribuição da População por Grupos Etários | Distribuição da População por Grupos Etários | Distribuição da População por Grupos Etários |
| -------------------------------------------- | -------------------------------------------- | -------------------------------------------- | -------------------------------------------- | -------------------------------------------- |
| Ano                                          | 0-14 Anos                                    | 15-24 Anos                                   | 25-64 Anos                                   | > 65 Anos                                    |
| 2001                                         | 184                                          | 150                                          | 605                                          | 322                                          |
| 2011                                         | 149                                          | 98                                           | 518                                          | 324                                          |
| 2021                                         | 106                                          | 96                                           | 444                                          | 347                                          |

À data da junção das freguesias, a população registada no censo anterior (2011) foi:
| Freguesia atual         | Freguesia atual  | Freguesia atual | Freguesias antigas | Freguesias antigas | Freguesias antigas |
| Freguesia               | População (2011) | Área (km²)      | Freguesia          | População (2011)   | Área (km²)         |
| ----------------------- | ---------------- | --------------- | ------------------ | ------------------ | ------------------ |
| Nossa Senhora do Pranto | 1 089            | 30,49           | Paio Mendes        | 495                | 8,58               |
| Nossa Senhora do Pranto | 1 089            | 30,49           | Dornes             | 594                | 21,91              |